# Veskajmai járás

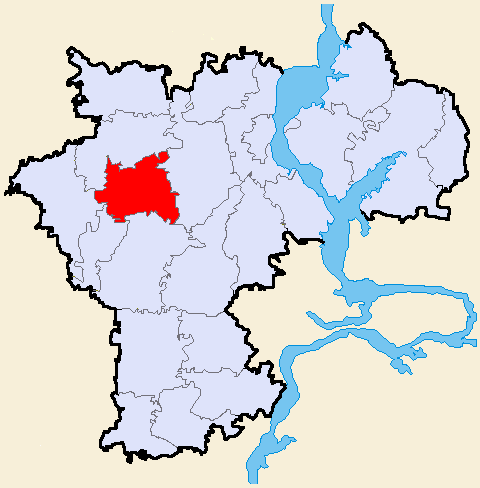
A Veskajmai járás az Uljanovszki területen

A Veskajmai járás (oroszul Вешкаймский район) Oroszország egyik járása az Uljanovszki területen. Székhelye Veskajma.

## Népesség
- 2002-ben lakosságának 85%-a orosz, 6%-a mordvin, 2%-a csuvas, 2%-a tatár.
- 2010-ben 19 801 lakosa volt, melynek 85,5%-a orosz, 4,2%-a tatár, 3,6%-a csuvas, 3,4%-a mordvin.